# Янко Єсенський
Янко Єсенський (*Janko Jesenský, *30 грудня 1874, Мартін —†27 грудня 1945, Братислава) — словацький поет, письменник та перекладач.

## Життєпис
Походив поет із старовинного роду, уславленого колись на всю Європу Яном Єсеніусом — ректором Празького університету, відомим лікарем, філософом і громадським діячем кінця XVI — першої чверті XVII століття. Народився у місті Мартін 1874 року. Син Яна Єсенського-Ґашпаре, відомого адвоката та громадського активіста, співорганізатора Матиці словацької. Освіту здобув у рідному місті, потім в середній школі в містах Банська-Бистриця та Рімавска Собота.
У 1893 році закінчив гімназію в м.Кежмарок. Янко Єсенський обрав кар'єру правника. З 1893 до 1896 року навчався в юридичній академії у Пряшеві. Після чого захистив докторську дисертацію, в результаті чого став у 1900 році доктором права. У 1897 році він одночасно дебютував в періодичній пресі як поет та прозаїк.
Працював правником у Лученці, Битчі, Ліптовському Мікулаші, Мартіні і Нове Мєсто-над-Вагом. У 1905 році здає іспит на адвоката і відкриває власну практику. У 1913 році одружився.
Під час Першої світової війни було мобілізовано до армії у 1914 році. Втім Єсенський у 1915 році добровільно здався в полон російським військам. Перебував у таборах для військовополонених, розташованих в Україні та Забайкаллі, де користувався деякими пільгами як слов'янин. Через йому рік дозволено мешкати у Воронежі, а потім — Петроград, де працює в редакції тижневика «Словацькі голоси». Тут Янко Єсенський поглибив своє знання російської літератури, в подальшому ставши популяризатором її у Словаччині.
На початку 1919 року кружним шляхом через Владивосток і Японію повертається додому. Працював на державній службі. У 1922 році стає жупаном м. Римавська Собота, а потім м. Нітра.
У 1929 році переїхав до Братислави, де він став радником уряду, пізніше віце-президент провінційного бюро Чехословаччини. У 1930—1939 роках був віце-президент Асоціації словацьких письменників, виступав проти фашизму у Словаччині в 1930—1940-х роках. У 1939 році пішов з державної служби.
У 1945 році першому зі словацьких письменників присуджено звання народного художника Чехословаччини.

## Творчість
Єсенський став одним з найвідоміших представників реалізму у словацькій літературі.
В поезії відчувається вплив Пушкіна, Лермонтова, Єсеніна. Виступав в жанрах інтимної лірики (збірка «Вірші», 1905 рік) і громадської, патріотичної лірики (збірки «З полону», 1919 рік; «Після бурі», 1932 рік; «Проти ночі», 1945 рік). Створює лірико-епічну поему, своєрідну новелу у віршах «Наш герой» (1910—1913 роки), де намагається вивести героя онегінського типу. Перебуваючи у Росії, 1918 року видав у Єкатеринбурзі збірку «З попелу».
У прозі проявив себе талановитим сатириком, на нього мала вплив творчість українського письменника Миколи Гоголя. Викривав філістерство буржуазії (збірки «Провінційні розповіді», 1913 рік; «Зі старих часів», 1935 рік). В сатиричному романі «Демократи» (1934—1938 роки) з позицій демократа-гуманіста піддав критиці державний лад Чехословаччини.
Був одним з найкращих перекладачів словацькою мовою російських поетів Пушкіна, Блока, Єсеніна.